# Kuntaya
Kuntaya ist eine Ortschaft im westafrikanischen Staat Gambia.
Nach einer Berechnung für das Jahr 2013 leben dort etwa 810 Einwohner, das Ergebnis der letzten veröffentlichten Volkszählung von 1993 betrug 604.

## Geographie
Kuntaya liegt am nördlichen Ufer des Gambia-Flusses in der North Bank Region, Distrikt Jokadu. Der Ort liegt an der North Bank Road zwischen Berending und Kerewan.

## Söhne und Töchter des Ortes
- Isatou Njie Saidy (* 1952), Politikerin und amtierende Vizepräsidentin
- Essa Bokarr Sey, Diplomat und Autor